# De mystiske Fodspor
De mystiske Fodspor er en dansk stumfilm fra 1918 med instruktion og manuskript af A.W. Sandberg.

## Handling
Filmen handler om to brødre, den ene god og den anden ondskabsfuld. Den onde bliver gift med den unge pige Marion. Hun beskyldes for tyveri men bliver senere renset. Da hendes mand, den onde broder, dør bliver Marion i stedet forenet med den gode.

## Medvirkende
- Henny Lauritzen - Grevinde Bleking
- Anton de Verdier - Carl, grevindens søn
- Carl Villard - Erik, grevindens søn
- Else Frölich - Marion, gift med Carl
- Peter Nielsen - Sverre Bjerke, forvalter
- Ulla Nielsen - Barn
- Lizzie Ruge - Barn
- Charles Willumsen - Tjener hos Grevinde Bleking